# Antonio Cabello
Antonio Jesus Cabello Baena (* 5. Januar 1990, Córdoba, Spanien) ist ein ehemaliger spanischer Radrennfahrer.
Antonio Cabello begann seine internationale Karriere bei der spanischen Mannschaft Andalucía.  Sein größter Erfolg war ein dritter und fünfter Etappenplatz bei der Marokko-Rundfahrt 2013, als er für das Team Ukyo fuhr. Er beendete seine Laufbahn 2014 beim Team Ecuador.

## Teams
- 2010 Andalucía-Cajasur
- 2011 Andalucía Caja Granada
- 2012 Andalucía
- 2013 Team Ukyo
- 2014 Team Ecuador